# دانبری (کنتیکت)
دانبری، کنتیکت (به انگلیسی: Danbury, Connecticut) یک شهر در ایالات متحده آمریکا است که در شهرستان فیرفیلد واقع شده‌است.

## خصوصیات
دانبری ۱۱۴٫۷ کیلومترمربع مساحت و ۸۱٬۶۷۱ نفر جمعیت دارد و ۱۲۱ متر بالاتر از سطح دریا واقع شده‌است.

## خواهرخوانده
شهر دکولاتورا خواهرخواندهٔ دانبری، کنتیکت هست.

## نگارخانه

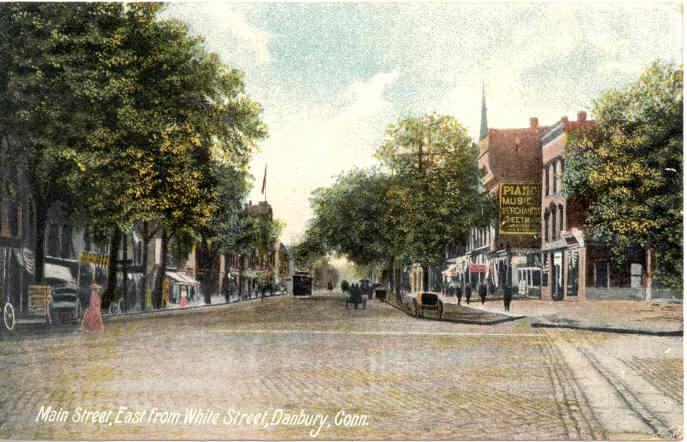
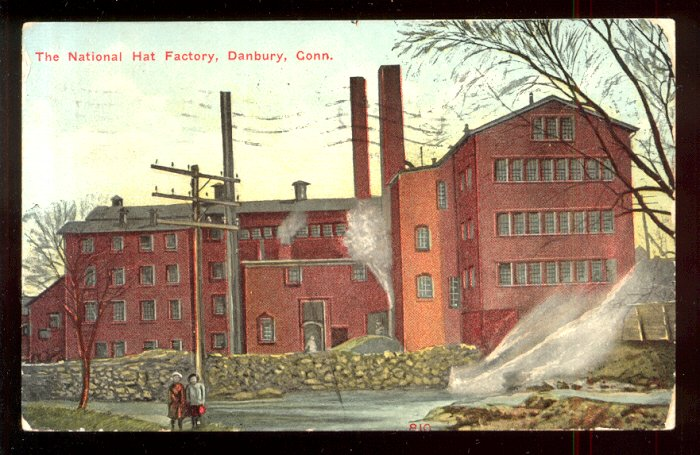
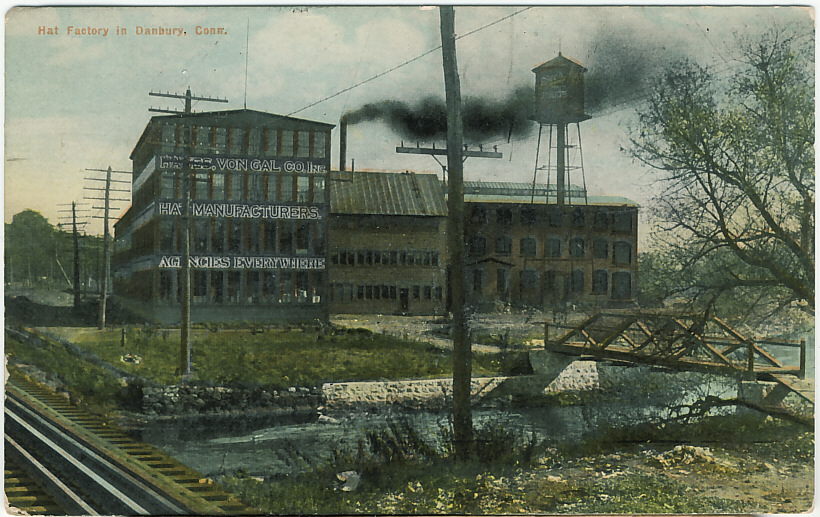